# Stephen Tjephe
Stephen Tjephe (ur. 1 sierpnia 1955 w Danoku, zm. 16 grudnia 2020 w Loikaw) – birmański duchowny rzymskokatolicki, od 2015 do swojej śmierci w 2020 biskup Loikaw.

## Życiorys
Święcenia kapłańskie otrzymał 28 marca 1984 i został inkardynowany do diecezji Loikaw. Pracował głównie jako duszpasterz parafialny, był także wykładowcą seminarium w Yangon oraz na uniwersytecie w Manili.
19 czerwca 2009 został prekonizowany biskupem pomocniczym Loikaw i otrzymał biskupstwo tytularne Nova Barbara. Sakry biskupiej udzielił mu 21 listopada 2009 abp Salvatore Pennacchio.
15 listopada 2014 został mianowany biskupem Loikaw, zaś 11 stycznia 2015 kanonicznie objął urząd.
Zmarł w szpitalu w Lwaingkaw 16 grudnia 2020.